# Свети Георги (Осой)
Вижте пояснителната страница за други значения на Свети Георги.
„Свети Георги“ (на македонска литературна норма: „Свети Ѓорѓија“) е възрожденска православна църква в мияшкото село Осой, община Дебър, Северна Македония. Тя е част от Дебърско-Кичевската епархия на Македонската православна църква. Стенописите и иконите в храма са на представителя на Дебърската художествена школа Исая Джиков.

## Галерия
- Входът в църквата
- Камбанарията на църквата
- Иконата на Свети Георги над входа